# Леонидас Вулгарис
Леонидас Вулгарис (на гръцки: Λεωνίδας Βούλγαρης) е гръцки общественик и революционер.

## Биография
Син е на участника в гръцката война за независимост Анастас Българин от Пиянец. Учи във Военно училище в Пирея. Избран е за депутат и известно време е ръководител на Националната гвардия в Атина. Включва се в Гръцката легия, доброволческа част в руската армия по време на Кримската война. През 1862 година се опитва да вдигне въстание в Битолско, заедно с участието на Спиро Джеров. Арестуван е в Гърция и затворен по обвинение в предателство.
През 1866 година, успоредно с начеващите вълнения на Крит, се опитва да вдигне въстание на Халкидическия полуостров. През април 1866 година Вулгарис и капитан Георгиос (Георгакис) Мадемохорианос дебаркират с малка чета от 25 – 30 души в района на Ормилия. Целта на Вулгарис е да предизвика всеобщо християнско въстание. Гръцките власти обаче предупреждават османците и в резултат на това през юни Вулгарис и почти всичките му хора са арестувани, а гръцкото население на Халкидика и в Нигрита е подложено на терор. Чрез намесата на руснаците Вулгарис е освободен.
През 1870 година става инициатор за формиране на Комитет за освобождаване на народите на Изтока. 
След избухването Херцеговинско-босненско въстание в  1875 година, Вулгарис продължава да е верен на идеята за общобалканско сътрудничество срещу османците и е посредник между премиера Александрос Кумундурос и важни сръбски политически водачи. Също така поддържа отношение с руския посланик в Цариград граф Николай Игнатиев, както и с гръцките гръцките ветерани от въстанието от 1854 година. Липсата на подкрепа от официална Гърция за обща акция със Сърбия срещу Османската империя кара Вулгарис да засили контактите си със Сърбия. Планът му е да направи местно въстание със сръбска помощ. През май 1876 година започват официални преговори в Атина, като сръбският пратеник Милутин Гарашанин си сътрудничи с Вулгарис при изграждане на връзки с гръцките капитани Ахилеас Велендзас, Атанасиос Искос, Теодорос Зякас, Гакис Зикос и Апостолос Хостевас. Тези капитани са склонни да синхронизират въстания в областите си с война между Сърбия и Империята, като така накарат Гърция да се включи под натиска на общественото мнение. Вулгарис обмисля възможността за вдигане на въстание в Тесалия и в Македония - в Охридско и в Родопите. Гърция обаче в крайна сметка заема неутрална позиция в Сръбско-турската война.
От началото на 1877 година Вулгарис започва да формира чети за вдигане на въстания в Епир, Тесалия и Македония, Албания, Крит, Мала Азия, Самос и дори на Кипър. Пише за плановете си на различни членове на правителството в Атина и с правителствено одобрение за изпращане на чета в Македония той вика капитан Димитриос Екзархос и много македонски бойци от Тесалия през юли 1877 година. Той прави лагер при Агиос Георгиос на Саламин и започва бързото обучение на 150 души, като планът му предвижда създаване на част от 1000 души, снабдени с 4000 пушки. Междувременно е в контакти с капитаните Карапатакис и Хостевас. Това предприятие на Вулгарис обаче е спряно през лятото на 1877 година от гръцкото правителство, след руската загуба при Плевен, тъй като Гърция предпочита да не взима участие в продължаващите военни действия. Плевен пада през декември 1877 година, но Гърция продължава да се колебае дали да се намеси във войната. След падането на Одрин, новото правителство на Александрос Кумундурос решава да изпрати гръцката армия в Тесалия, като същевременно организира въстания в Тесалия, Епир, Македония и на Крит. Русия и Турция обаче вече преговарят за примирие и гръцките части се изтеглят.
Македонският комитет в Атина и гръцката държава от самото начало отхвърлят възможността за въстание в Македония, оглавено от Вулгарис, „поради тесните връзки, които той поддържа със славяните“. Въпреки това на 26 декември 1877 година/7 януари 1878 година със 150 души тръгва с кораб за района на Катерини-Олимп, за да се присъедини към готвеното Гръцко въстание в Македония, но лошите атмосферни условия не позволяват дебаркиране.
През 1880 година заедно с Константин Буфски организира събрание в местността Гремен теке край Острово на 21 май/2 юни. На събранието присъстват 32 делегати, които формират Временно правителство на Македония „Единство“. Представителите искат от османското правителство приложение на член 23 на Берлинския договор, а от Великите сили, гаранции за приложението му.
Член е на организацията Източна конфедерация в Атина. През 1888 година в писмо до Захарий Стоянов се застъпва за създаване на свободна и неделима македонска държава в състава на Балканска федерация.